# آنه-کاترین لوشت
آنه-کاترین لوشت (به انگلیسی: Anne-Katrin Leucht) (زادهٔ) شناگر اهل آلمان است.